# عائشة مناف
عائشة مناف (1978 – 2010) ممثلة مغربية، من أهم أعمالها مسلسل رمانة وبرطال. أصيبت بمرض السرطان وماتت وهي شابة في عمر 32 سنة.

## مسارها الفني
شاركت عائشة مناف في عدة أعمال فنية سواء في المسرح أوالسينما حيث شاركت في بعض الأعمال المسرحية في المغرب وسوريا. وكما لها أعمال تلفزية لاسيما مسلسلات المخرجة فاطمة بوبكدي.
من أهم أعمالها :
- رمانة وبرطال
- حديدان
- الدويبة
- سوق النساء

## مرض السرطان
اكتشفت الفنانة إصابتها بالسرطان في أواخر شهر أبريل من سنة 2010 وفارقت الحياة في 31 أغسطس 2010 الموافق ل 20 رمضان 1431 هـ.